# 衝動 (pigstarの曲)
「衝動」（しょうどう）は、pigstarの通算3作目のシングル。2008年11月7日にフロンティアワークスから発売された。

## 解説
「衝動」は前作「君=花」同様、テレビアニメ「純情ロマンチカ2」の主題歌に起用された。またPlayStation 2「純情ロマンチカ 〜恋のドキドキ大作戦〜」のエンディングテーマにも起用されている。
同日に「純情ロマンチカ2」のエンディングテーマであるJUNEDの「相生-アイオイ-」もフロンティアワークスよりリリースされた。
「衝動」は、2009年に台湾で限定発売された『ground 0 + plus』（ミニ・アルバム『ground 0』にシングル曲2曲を追加し、ジャケットも変更したもの）に収録された。

## 収録曲
1. 衝動 [3:52]
作詞・作曲:関口トモノリ
  - テレビアニメ「純情ロマンチカ2」オープニングテーマ
2. with you [3:49]
作詞・作曲:関口トモノリ
3. 衝動 （Instrumental）
4. with you （Instrumental）